# 목포중앙여자중학교
목포중앙여자중학교(木浦中央女子高等學校)는 대한민국 전라남도 목포시 상동에 있는 공립 중학교이다.

## 학교 연혁
- 1955년 6월 8일 : 개교
- 1955년 6월 30일 : 초대 김영주 교장 취임
- 1970년 12월 4일 : 목포여고에서 분리
- 1995년 8월 7일 : 현 교사 이전
- 2025년 1월 1일 : 제28대 류정이 교장 부임
- 2025년 2월 7일 : 제68회 졸업(졸업생 160명, 졸업생 총 20,566명)

## 참고 자료
- 목포중앙여자중학교 - 한국교육학술정보원 학교알리미